# Jerzy Lande
Jerzy Władysław Lande (ur. 13 listopada 1886 w Dorpacie, zm. 10 grudnia 1954 w Krakowie) – prawnik, profesor i kierownik Katedry Teorii i Filozofii Prawa na Uniwersytecie Wileńskim, następnie na Uniwersytecie Jagiellońskim, autor prac naukowych, fotografik, taternik.

## Życiorys
Jego ojciec, Michał, był inżynierem kolejowym, matką – Michalina z Zakrzewskich. Aż do czwartej klasy uczył się, ze względu na zamieszkanie rodziców z daleka od miast, w domu, i zdawał corocznie egzaminy jako ekstern w gimnazjum w Carycynie. Naukę kontynuował w V Gimnazjum w Warszawie. Tu zaprzyjaźnił się z późniejszym filozofem i luminarzem kultury polskiej Tadeuszem Kotarbińskim. Maturę ze złotym medalem uzyskał w Petersburgu w roku 1905, po czym wstąpił na Wydział Prawa tamtejszego uniwersytetu, który ukończył w 1910 r. W czasie studiów był uczniem m.in. Leona Petrażyckiego – wybitnego teoretyka prawa, który bardzo silnie wpłynął na poglądy naukowe Landego.
Po ukończeniu uniwersytetu wrócił do kraju i zamieszkał w Warszawie, gdzie do 1917 r. zajmował się adwokaturą. Pracował w organizacjach społecznych: Straży Obywatelskiej, sądownictwie obywatelskim, Radzie Głównej Opiekuńczej, jako radca Ministerstwie Sprawiedliwości. Był pracownikiem Biura Komisji Instrukcji dla Prokuratorów Tymczasowej Rady Stanu. Brał czynny udział w pracach Towarzystwa Prawniczego, Towarzystwa Psychologicznego i Instytutu Filozoficznego. W 1921 r. został zastępcą profesora, od 1925 r. profesorem teorii i filozofii prawa na Uniwersytecie Wileńskim, gdzie pełnił również funkcję kierownika sekcji wioślarskiej AZS Wilno. Od 1929 r. został profesorem na Uniwersytecie Jagiellońskim.
2 maja 1923 został odznaczony Krzyżem Oficerskim Orderu Odrodzenia Polski „za zasługi, położone na polu organizacji i administracji sądownictwa w Rzeczypospolitej Polskiej”.
Pod jego kierunkiem w 1938 stopień naukowy doktora uzyskał Grzegorz Leopold Seidler.
Po agresji III Rzeszy i ZSRR na Polskę Lande wraz z innymi profesorami i docentami UJ został 6 listopada 1939 aresztowany przez Sicherheitspolizei w ramach Sonderaktion Krakau a nastęonie wywieziony do niemieckiego obozu koncentracyjnego KL Sachsenhausen, gdzie spędził trzy miesiące. Jak wszyscy, dawał tam koleżeńskie wykłady ze swojej specjalności. Podczas dalszych lat okupacji niemieckiej brał udział w tajnym nauczaniu. Wrócił do pracy na uniwersytecie natychmiast po zakończeniu wojny. 
Zmarł w wieku 68 lat. Został pochowany na Cmentarzu Salwatorskim w Krakowie.

## Dorobek naukowy
Jerzy Lande był kontynuatorem myśli Leona Petrażyckiego. Zajmował się psychologicznymi i socjologicznymi uwarunkowaniami prawa. W czasie pracy w Wilnie opublikował pierwsze książki: Norma a zjawisko prawne. Rozważania nad podstawami teorii prawa na tle krytyki systemu Kelsena (1925) oraz Zarys historii filozofii prawa w Polsce od początku XIX wieku (1928). Wychował profesorów i doktorów trzech katedr teorii prawa. Jego prace naukowe, prawnicze i filozoficzne zostały wydane pośmiertnie w Studiach filozofii prawa.
Materiały archiwalne Jerzego Landego znajdują się w PAN Archiwum w Warszawie pod sygnaturą III-47.

## Fotografia
Zajmował się fotografią od 1903 r. Jego pasja wyrosła z krajoznawstwa, dlatego znany jest przede wszystkim z fotografii krajobrazu. Zajmował go również portret oraz fotografia architektury. Jak pisał Jan Sunderland, „Jego zdjęcia wykazują duży zmysł kompozycyjny, zarówno linearny jako też – głównie – walorowy”.

## Taternictwo
Od 1909 r. uprawiał w Tatrach turystykę i taternictwo, początkowo z przewodnikiem Bartłomiejem Obrochtą, któremu później poświęcił wspomnienie U Bartka w Roztoce. Z Janem Małachowskim i Mariuszem Zaruskim uczestniczył w pierwszym zimowym wejściu na Kozie Czuby. Prowadził w góry wycieczki studenckie, uczył techniki i wspinaczki skalnej.